# Adenophora pulchella
Adenophora pulchella är en tvåvingeart som beskrevs av Borgmeier 1960. Adenophora pulchella ingår i släktet Adenophora och familjen puckelflugor. Inga underarter finns listade i Catalogue of Life.